# Сехгал, Амита
Амита Сехгал (англ. Amita Sehgal; род. в Нью-Дели) — американский нейробиолог индийского происхождения, занимающаяся молекулярными и клеточными основами поведения, известна исследованиями циркадных ритмов и сна.
Доктор философии (1988), профессор Пенсильванского университета, с которым сотрудничает с 1993 года, и директор Программы по хронобиологии, исследователь Медицинского института Говарда Хьюза. Член Национальной Академии наук США (2016) и Медицинской академии США.
Лауреат Switzer Prize от David Geffen School of Medicine at UCLA (2020).
Исследования проводит главным образом на плодовой мушке Drosophila melanogaster.
Первоначально хотела стать юристом и даже поступила на юрфак.
В Нью-Дели получила степени бакалавра биологии и химии (Университет Дели, 1980) и магистра наук о жизни (Университет Джавахарлала Неру, 1982). Докторскую степень по цитологии и генетике получила в Корнелле (под началом Мозеса Чао). Являлась постдоком в Рокфеллеровском университете в начале 1990-х, занимаясь в последнем у Майкла Янга, нобелевского лауреата 2017 года. С тех же пор изучала циркадный ритм и биологические часы с помощью дрозофилы.
Ныне именной профессор (John Herr Musser Professor) нейронаук Медицинская школа Перельмана Пенсильванского университета и директор Института хронологии и сна. В 2013 году учредила в Пенсильванском университете Программу по хронобиологии.
Член Американской академии искусств и наук (2011).
Также отмечена Outstanding Scientific Achievement Award от Sleep Research Society и Javits Award от Национального института здоровья.
Член редколлегий ряда журналов, редактор PNAS и eLife.
Публиковалась в Cell, Nature, Neuron, Science.